# Manokin
Manokin, pleme američkih Indijanaca porodice Algonquian, koje je obitavalo duž istoimene rijeke na sjeveru okruga Somerset u Marylandu, blizu Revell's Necka. Pleme je pripadalo plemenskom savezu Nanticoke.